# Szlak Rekreacyjny Rzeki Pilicy

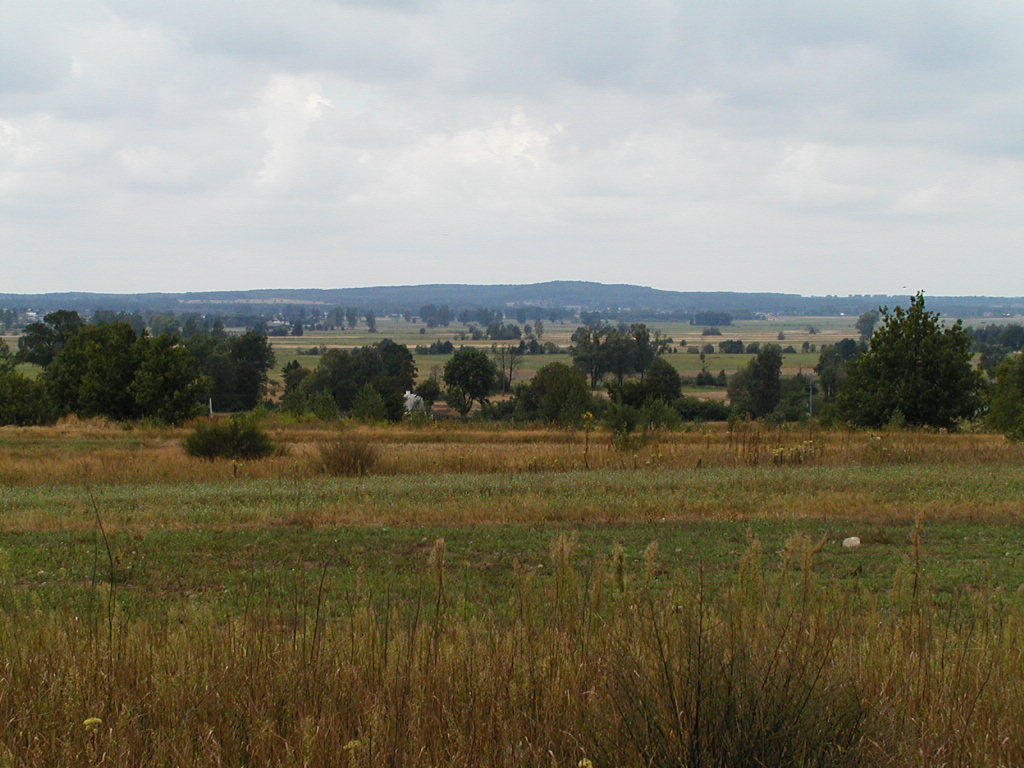
Widok na Diablą Górę

 Szlak Rekreacyjny Rzeki Pilicy – pieszy szlak w rejonie środkowego odcinka Pilicy o długości 122 km.

## Przebieg
Piotrków Trybunalski – Barkowice – Bronisławów – Swolszewice – Borki – zapora na Pilicy – Smardzewice – Tresta – Zarzęcin – Sulejów – Taraska – Szarbsko – Dąbrówka – Diabla Góra – Wacławów – Skotniki – Faliszew – Taras – Przedbórz – Biały Brzeg – okolice wsi Rączki – Krzętów

## Atrakcje krajoznawcze
- Zabytki w miejscowościach
  1. Piotrków Trybunalski
  2. Sulejów
  3. Skotniki
  4. Przedbórz
- Przyroda
  1. Pilica i Jezioro Sulejowskie
  2. Diabla Góra koło Skotnik
  3. Sulejowski Park Krajobrazowy
  4. okolice Przedborskiego Parku Krajobrazowego